# Hôtel national d'Imatra
L'hôtel national d'Imatra (en finnois : Imatran Valtionhotelli) est un hôtel située à côté des rapides à Imatra en Finlande.

## Histoire
En 1846, le premier hôtel de Finlande est construit à l'endroit de l'hôtel actuel.
L'auberge est modeste et les espaces d'hébergement peuvent accueillir au plus 5 personnes dans deux chambres et une salle de restauration.
Cependant la vue sur les rapides est très belle.
En 1871, on remplace l'auberge par un chalet de style suisse qui dispose de 44 chambres et d'un restaurant pour 100 personnes.
On offre déjà aux habitants de Viipuri des forfaits. Ils voyagent d'abord en bateau de Viipuri à  Juustila, puis un autre bateau les transportent de Juustila à Rättijärvi.
La fin du voyage se fait en calèche tirée par des chevaux. 
Les forfaits à partir de Saint-Petersbourg se font en train. Quand le voyageur n'a qu'un aller simple alors le personnel du train est prévenu immédiatement.
Il peut en effet s'agir d'une jeune fille ou d'un jeune homme malheureux prêts à se précipiter dans les rapides d'Imatra.
En 1893, on construit, à côté du vieux chalet en bois, l'hôtel Cascade qui reçoit lors de son inauguration tous les romantiques nationaux Albert Edelfelt, Akseli Gallen-Kallela, Louis Sparre et Juhani Aho. 
L'année suivante le nouvel hôtel et l'ancien chalet sont détruits par un incendie.
Ainsi en 1903, un nouvel édifice de style jugend conçu  par l'architecte Usko Nyström est bâti au même endroit.
Ce bâtiment que l'on peut encore admirer de nos jours s'appelle d'abord "Hôtel Cascade" mais sera rapidement renommé en "Hôtel national d'Imatra".
En 1983, Ilmo Valjakka restaure l'aile des congrès.
De nos jours, il fait partie de la chaîne  des Hôtels Scandic.